# Escudo de Macao
El emblema de Macao fue adoptado el 20 de diciembre de 1999 al transferirse a la República Popular China la soberanía sobre Macao por parte de Portugal. Este escudo es de color verde con una flor de loto de color blanco sobre la silueta del puente del gobernador Nobre de Carvalho y el mar, también de color blanco, y bajo un arco de cinco estrellas amarillas de cinco puntas, siendo la central más grande que las otras cuatro. En la parte superior aparece inscrito la denominación oficial de Macao en caracteres chinos: "中華人民共和國澳門特別行政區" (Macao Región Administrativa Especial de la República Popular China) y en la inferior está escrito en portugués el nombre de Macao “Macau”.

## Escudos históricos
El escudo de armas utilizado por Portugal seguido de los estilos tradicionales europeos:
El primer escudo de armas de Macao fue usado hasta finales del siglo XIX. Son sólo las armas de Portugal rodeadas por la frase Cidade do nome de Deus, não há outra mais Leal (Portugués:"Ciudad del Nombre de Dios, no hay ninguna más leal").
El segundo escudo de armas fue usado hasta 1935, cuando la mayoría de las colonias portuguesas tenían su escudo de armas reformado. Se muestra un dragón de color naranja claro, similar al patrón encontrado en banderas imperiales de China.
El último escudo de armas del Macao colonial, utilizado hasta 1999, mostrado aquí en su forma más simple, fue utilizado en los billetes de banco, monedas, estampillas, documentos oficiales y aparece también en la fachada del "Banco Nacional Ultramarino", en Lisboa.

Primer escudo de armas de Macao portugués, desde la segunda mitad de siglo XVIII hasta finales del siglo XIX.
Segundo escudo de armas de Macao portugués, a finales del siglo XIX hasta 1935.
Escudo de armas de Macao portugués, del 8 mayo de 1935 al 11 de junio de 1951.
Escudo de armas de Macao portugués, del 11 de junio de 1951 hasta 1976.
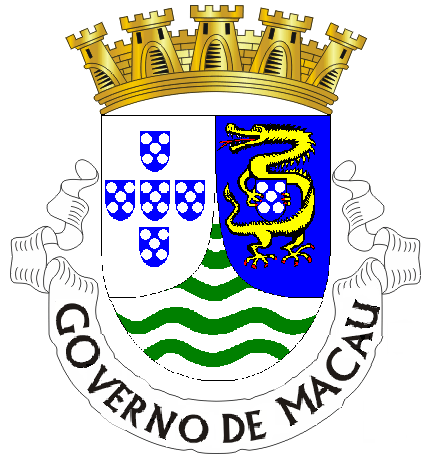
Escudo de armas simplificado de 1976 hasta el 20 de diciembre de 1999.
Escudo de armas simplificado más usado, del 8 de mayo de 1935 al 20 de diciembre de 1999.